# Parapnyxia latifurcata
Parapnyxia latifurcata är en tvåvingeart som först beskrevs av Franz Lengersdorf 1942.  Parapnyxia latifurcata ingår i släktet Parapnyxia och familjen sorgmyggor.
Artens utbredningsområde är Israel. Inga underarter finns listade i Catalogue of Life.